# Protathlima A’ Kategorias (2004/2005)
Protathlima A’ Kategorias 2004/2005 – była 66. edycją najwyższej klasy rozgrywkowej piłki nożnej na Cyprze.
Brało w niej udział 14 drużyn, które w okresie od 18 września 2004 do 15 maja 2005 rozegrały 26 kolejki meczów.
Obrońcą tytułu była drużyna APOEL.
Mistrzostwo po raz dwunasty w historii zdobyła drużyna Anorthosis Famagusta.

## Drużyny
| Uczestnicy poprzedniej edycji | Uczestnicy poprzedniej edycji | Uczestnicy poprzedniej edycji | Uczestnicy poprzedniej edycji |
| --- | ----------------------------- | ----------------------------- | ----------------------------- |
| APN | APOEL Nikozja                 | Nikozja                       | 1                             |
| OMN | Omonia Nikozja                | Nikozja                       | 2                             |
| APL | Apollon Limassol              | Limassol                      | 3                             |
| AEL | AEL Limassol                  | Limassol                      | 4                             |
| AFA | Anorthosis Famagusta          | Larnaka                       | 5                             |
| ETA | Ethnikos Achna                | Achna                         | 6                             |
| AEP | AEP Pafos                     | Pafos                         | 7                             |
| ENP | Enosis Neon Paralimni         | Paralimni                     | 8                             |
| AEK | AEK Larnaka                   | Larnaka                       | 9                             |
| OLN | Olympiakos Nikozja            | Nikozja                       | 10                            |
| DGN | Digenis Morfu                 | Nikozja                       | 11                            |
| Awans z Protathlima B’ Kategorias |                               |                               |                               |
| NSL | Nea Salamina Famagusta        | Larnaka                       | 1                             |
| CYP | Aris Limassol                 | Limassol                      | 2                             |
| ALK | Alki Larnaka                  | Larnaka                       | 3                             |
| Oznaczenia: - kolumna pierwsza – skróty nazw drużyn, - kolumna trzecia – siedziba klubu, - kolumna czwarta – miejsce zajęte w poprzednim sezonie. |                               |                               |                               |

## Format rozgrywek
Drużyny grały ze sobą dwukrotnie, raz u siebie i raz na wyjeździe o tytuł oraz miejsca startowe w międzynarodowych rozgrywkach. Trzy ostatnie zespoły zostały zdegradowane. 
Dodatkowo jedna z ligowych drużyn zapewniła sobie prawo do udziału w Pucharze Intertoto UEFA. Wszystkie drużyny, które chciały wziąć udział w imprezie, zgłaszały swoje zainteresowanie przed zakończeniem mistrzostw. Którakolwiek z tych drużyn zajęła wyższe miejsce w tabeli, brała udział w Intertoto (o ile nie zapewniła sobie udziału w innych rozgrywkach UEFA).

## Tabela
| Lp. | Drużyna                  | M  | Z  | R  | P  | B+ | B– | +/– | Pkt | Kwalifikacja lub spadek                     |
| --- | ------------------------ | -- | -- | -- | -- | -- | -- | --- | --- | ------------------------------------------- |
| 1   | Anorthosis Famagusta (M) | 25 | 19 | 5  | 1  | 64 | 23 | +41 | 62  | Liga Mistrzów UEFA • I runda kwalifikacyjna |
| 2   | APOEL                    | 26 | 17 | 7  | 2  | 56 | 21 | +35 | 58  | Puchar UEFA • I runda kwalifikacyjna        |
| 3   | Omonia Nikozja (P)       | 26 | 13 | 8  | 5  | 47 | 29 | +18 | 47  | Puchar UEFA • I runda kwalifikacyjna        |
| 4   | Olympiakos Nikozja       | 26 | 11 | 6  | 9  | 36 | 38 | −2  | 39  | Puchar Intertoto UEFA (2005)                |
| 5   | Digenis Morfu            | 26 | 10 | 6  | 10 | 36 | 31 | +5  | 36  |                                             |
| 6   | Nea Salamina Famagusta   | 26 | 11 | 3  | 12 | 36 | 40 | −4  | 36  |                                             |
| 7   | Apollon Limassol         | 25 | 10 | 5  | 10 | 43 | 35 | +8  | 35  |                                             |
| 8   | Enosis Neon Paralimni    | 26 | 7  | 11 | 8  | 38 | 39 | −1  | 32  |                                             |
| 9   | AEK Larnaka              | 26 | 7  | 11 | 8  | 26 | 34 | −8  | 32  |                                             |
| 10  | AEL Limassol             | 26 | 8  | 7  | 11 | 36 | 38 | −2  | 31  |                                             |
| 11  | Ethnikos Achna           | 26 | 8  | 6  | 12 | 31 | 40 | −9  | 30  |                                             |
| 12  | AEP Pafos (S)            | 26 | 8  | 5  | 13 | 38 | 52 | −14 | 29  | Spadek do Protathlima B’ Kategorias         |
| 13  | Alki Larnaka (S)         | 26 | 8  | 5  | 13 | 39 | 55 | −16 | 29  | Spadek do Protathlima B’ Kategorias         |
| 14  | Aris Limassol (S)        | 26 | 1  | 1  | 24 | 22 | 73 | −51 | 4   | Spadek do Protathlima B’ Kategorias         |

## Wyniki
| Gospodarz \ Gość       | AEK | AEL | AEP | ALK | ANR | APN | APL | ARS | DGN | ETH | ENP | NSL | OLM | OMN |
| ---------------------- | --- | --- | --- | --- | --- | --- | --- | --- | --- | --- | --- | --- | --- | --- |
| AEK Larnaka            |     | 0–5 | 2–1 | 0–2 | 0–0 | 2–1 | 0–0 | 2–0 | 1–1 | 2–0 | 1–1 | 1–0 | 0–0 | 1–1 |
| AEL Limassol           | 1–1 |     | 0–0 | 2–2 | 3–1 | 1–1 | 1–4 | 2–1 | 0–1 | 0–2 | 2–2 | 2–1 | 2–3 | 2–2 |
| AEP Pafos              | 1–1 | 3–2 |     | 3–2 | 2–3 | 0–3 | 1–3 | 2–1 | 3–1 | 1–0 | 2–2 | 0–2 | 1–2 | 3–4 |
| Alki Larnaka           | 3–1 | 0–0 | 3–1 |     | 0–4 | 0–1 | 6–1 | 3–2 | 1–2 | 0–1 | 2–0 | 3–0 | 2–3 | 3–3 |
| Anorthosis Famagusta   | 3–1 | 2–0 | 2–1 | 7–2 |     | 1–1 | –   | 2–0 | 0–0 | 3–0 | 3–2 | 4–2 | 5–0 | 2–0 |
| APOEL                  | 2–0 | 5–0 | 3–0 | 5–1 | 2–3 |     | 4–2 | 1–0 | 2–1 | 1–1 | 2–1 | 2–0 | 4–0 | 3–1 |
| Apollon Limassol       | 1–2 | 0–3 | 0–2 | 5–0 | 0–1 | 0–0 |     | 4–1 | 1–2 | 6–0 | 4–1 | 2–3 | 1–0 | 1–1 |
| Aris Limassol          | 0–1 | 0–3 | 0–3 | 2–0 | 1–4 | 0–3 | 1–2 |     | 1–4 | 2–3 | 1–1 | 2–3 | 1–5 | 1–6 |
| Digenis Morfu          | 3–3 | 0–2 | 2–1 | 6–2 | 1–3 | 1–1 | 0–1 | 2–0 |     | 1–1 | 1–0 | 1–1 | 0–1 | 0–1 |
| Ethnikos Achna         | 3–2 | 0–1 | 1–2 | 2–0 | 1–3 | 0–1 | 0–0 | 5–2 | 1–2 |     | 0–1 | 3–0 | 1–0 | 0–0 |
| Enosis Neon Paralimni  | 1–1 | 2–0 | 2–2 | 1–1 | 1–1 | 3–3 | 2–3 | 2–1 | 1–0 | 3–2 |     | 2–1 | 2–2 | 3–0 |
| Nea Salamina Famagusta | 2–0 | 1–0 | 2–1 | 0–0 | 0–2 | 1–2 | 1–1 | 4–1 | 0–4 | 4–1 | 3–2 |     | 2–1 | 0–1 |
| Olympiakos Nikozja     | 2–1 | 2–1 | 2–2 | 0–1 | 1–1 | 1–2 | 2–1 | 2–0 | 2–0 | 2–2 | 0–0 | 1–3 |     | 2–0 |
| Omonia Nikozja         | 0–0 | 2–1 | 7–0 | 3–0 | 2–4 | 1–1 | 1–0 | 4–1 | 1–0 | 1–1 | 1–0 | 1–0 | 3–0 |     |

1. ↑  Mecz 22. rundy pomiędzy Anorthosis Famagusta i Apollon Limassol został unieważniony, ponieważ obie drużyny zostały uznane za winne przerwania gry. Mecz został przerwany w 41 minucie przy wyniku 2-0, nie został przełożony i żadna z drużyn nie otrzymała punktów ani bramek.

## Najlepsi strzelcy
| Bramki | Strzelcy               | Drużyna              |
| ------ | ---------------------- | -------------------- |
| 21     | Łukasz Sosin           | Apollon Limassol     |
| 17     | Nikos Frusos           | Anorthosis Famagusta |
| 17     | Saša Jovanović         | AEP Pafos            |
| 16     | Temur Kecbaia          | Anorthosis Famagusta |
| 14     | Marios Neophytou       | APOEL                |
| 10     | Lefteris Kontoleftores | Alki Larnaka         |

Źródło: 

## Stadiony
| Stadion Neo GSZ          |
| AEK Larnaka Alki Larnaka |
|                          |

| Stadion Ammochostos    |
| Nea Salamina Famagusta |
|                        |

| Stadion im. Andonisa Papadopulosa |
| Anorthosis Famagusta              |
|                                   |

| Stadion Dasaki |
| Ethnikos Achna |
|                |

| Stadion GSP                             |
| APOEL Olympiakos Nikozja Omonia Nikozja |
|                                         |

| Stadion Makario |
| Digenis Morfu   |
|                 |

| Stadion Pafiako |
| AEP Pafos       |
|                 |

| Stadion Tasos Marku   |
| Enosis Neon Paralimni |
|                       |

| Stadion Tsirio                              |
| AEL Limassol Apollon Limassol Aris Limassol |
|                                             |

Źródło: 